# NAG (Mot storflygplats på Skavsta)
NAG (Mot storflygplats på Skavsta) var ett lokalt politiskt parti som var registrerat för val till kommunfullmäktige i Nyköpings kommun. Partiet var representerat i Nyköpings kommunfullmäktige under mandatperioden 1991/1994.